# Буй Ірина Василівна
Буй Ірина Василівна (нар. 29 квітня 1995, м. Деражня) — українська лижниця, біатлоністка. Майстер спорту України міжнародного класу.

## Біографія
Буй Ірина Василівна народилася 29 квітня 1995 року у м. Деражня Хмельницької область. Уроджена вада розвитку лівої кінцівки.
З 15 років вона почала займатися спортом. Дебютувала на міжнародній арені у грудні 2011 року, взявши участь у міжнародних змаганнях з лижних гонок і біатлону. У 2012 році Ірина була зарахована до складу паралімпійської збірної України.
На етапі Кубку світу 2012 року у м. Вуокатті (Фінляндія) у біатлоні 12,5 км спортсменка отримала «бронзу». А уже на Чемпіонаті світу 2013 року у м. Солефті (Швеція) здобула «золото» у біатлоні 10 км і «срібло» у біатлоні 12,5 км. Ірина стала переможцем фіналу Кубку світу 2013 року.
У липні 2013 року її було нагороджено обласною премією «Молода людина року» (номінація «Відкриття року в області спорту»).
Проживає у місті Бар на Вінниччині.